# Catherine Troallic
Catherine Troallic est une femme politique française, née le 10 mai 1974 à Sainte-Adresse (Seine-Maritime). Membre du Parti Socialiste, elle est députée de la  8e circonscription de la Seine-Maritime lors de la XIVe législature (2012-2017). Elle est aujourd'hui conseillère régionale de Haute-Normandie.

## Biographie
Elle grandit à Fontaine-la-mallet, commune de l'agglomération havraise. Par la suite, elle effectue des études d'Histoire à l'université de Rouen, et décroche une maîtrise en Histoire moderne.
Adhérente au Parti socialiste en 2001, Catherine Troallic est fonctionnaire territoriale au Havre depuis 2005. Lors des élections législatives de 2007, elle est la suppléante de Aquilino Morelle dans la 6e circonscription de la Seine-Maritime, ce dernier n'est pas élu.
En 2008, elle se présente aux élections cantonales sur le canton 2 du Havre (quartiers sud, Danton-Douanes-Gares) et se désiste au profit du candidat PC, Jean-Louis Jegaden. La même année, elle est candidate sur la liste municipale socialiste et devient conseillère municipale d'opposition du Havre.
Pour l'élection régionale de 2010 en Haute-Normandie, Catherine Troallic se présente sur la liste du président sortant Alain Le Vern.
En décembre 2011, elle est choisie par les militants socialistes pour être candidate à l'élection législative françaises de 2012, dans la 8e circonscription de la Seine-Maritime. À l'issue du 1er tour, avec plus de 51 % d'abstention, elle arrive en tête des suffrages en devançant de 83 voix, le député sortant du PCF, Jean-Paul Lecoq. Ce dernier effectue un désistement républicain comme Matthieu Brasse, suppléant de Catherine Troallic, l'avait fait au profit de Michel Barrier lors des cantonales, Catherine Troallic est donc la seule candidate présente au 2d tour,.
En 2017, elle est candidate à sa réélection dans la 8e circonscription de Seine-Maritime. Elle est éliminée dès le premier tour, terminant 6e avec seulement 6,08 % des suffrages. Elle est devancée par Jean-Paul Lecoq du Parti communiste, Béatrice Delamotte de La Républiquen marche !, Damien Lenoir du FN, Sébastien Tasserie des Républicains et François Panchout de La France insoumise.

## Mandats politiques
- Du 21 mars 2010 au 16 décembre 2015, conseillère régionale de Haute-Normandie
- Du 26 juin 2012 au 18 juin 2017 députée de la 8e circonscription de la Seine-Maritime

## Ancien mandat politique
- Du 9 mars 2008 au 26 juin 2012, conseillère municipale du Havre